# Яворов
Я́воров (укр. Яворів) — город во Львовской области Украины. Административный центр Яворовского района и Яворовской городской общины.
Находится в 50 км к западу от Львова.
Неподалёку от Яворова находится водолечебный курорт Шкло с серными источниками. Деревянные Успенская церковь (XVII век) и церковь Рождества Пресвятой Богородицы с колокольней (1760 год), архитектурные памятники; действует историко-этнографический музей «Яворовщина».

## История
Впервые в документах Яворов упоминается в 1436 году как город с магдебургским правом, в 1569 году он получил его повторно. Яворов был одним из любимых городов польского короля Яна Собеского.
До 1772 город был торгово-ремесленный центром на пути Львов — Ярослав. С конца XVI века в городе действовало православное братство. За поддержку Богдана Хмельницкого (1648) около десяти горожан было казнено поляками, а на город наложена контрибуция.
Во второй половине XVII ст. Яворов был укреплённым городом, в котором часто останавливался король Ян Собеский. Именно здесь, в Яворове, Пётр I в 1711 обручился с будущей императрицей Екатериной І. Уроженцем Яворова был местоблюститель патриаршего престола при Петре I Стефан Яворский.
С 1772 Яворов получил статус свободного города, в который переселялись немецкие колонисты, основывавшие здесь различные предприятия. В XIX ст. вплоть до 1939 — уездный город. С 1908 в Яворове действовала украинская частная гимназия «Родной Школы».
С октября 1939 года по июнь 1941 года в городе находились управление и корпусные части 6-го стрелкового корпуса 6-й армии Киевского Особого военного округа
Красной Армии. В первые дни вторжения немецко-фашистских войск в СССР вблизи Яворова состоялся контрудар советской 32-й танковой дивизии по наступающим немецким пехотным дивизиям, оборудовавшим противотанковый район. Он закончился неудачно для советских танкистов: не поддержанные пехотой, советские танки понесли большие потери.
С 1998 года начался быстрый экономический и инфраструктурный рост г. Яворова и Яворовского района — речь идёт о создании СЭЗ «Яворов», строительстве нового пункта пропуска через государственную границу «Краковец», капитальной реконструкции дорог и пр.
|  |  |  |

## Население
По переписи населения 1860 года Яворов насчитывал 8585 жителей. На 1900 год — 10 046, из них них 4872 мужчины и 5174 женщины, по вероисповеданию:
- грекокатоликов — 5870
- римокатоликов — 1669
- иудеев — 2472
- евангелистов — 13
- других вероисповеданий — 22[источник не указан 115 дней]

Близлежащие к рынку улицы заселяло еврейское население, в руках которого была сосредоточена мелкая торговля. Благоустроенные центральные кварталы занимали немецкие колонисты и польская шляхта. На более отдалённых улицах жили украинцы, преимущественно ремесленники и кустари, занимавшиеся также возделыванием земли. В 1931 году 49 % населения города ютилось в однокомнатном жилье.
По данным 1990 года Яворов населяло 13 200 жителей.
По данным переписи 2001 года, украинцы составляли 96,54 % населения Яворова, русские — 2,66 %.

### Языковой состав
Родной язык населения по данным переписи 2001 года:
| Язык       | Численность, чел. | Доля     |
| ---------- | ----------------- | -------- |
| Украинский | 12 880            | 96,95 %  |
| Русский    | 358               | 2,69 %   |
| Другое     | 47                | 0,36 %   |
| Итого      | 13 285            | 100,00 % |

Украинский язык является основным и единственным официальным языком города.

## Планировка территории

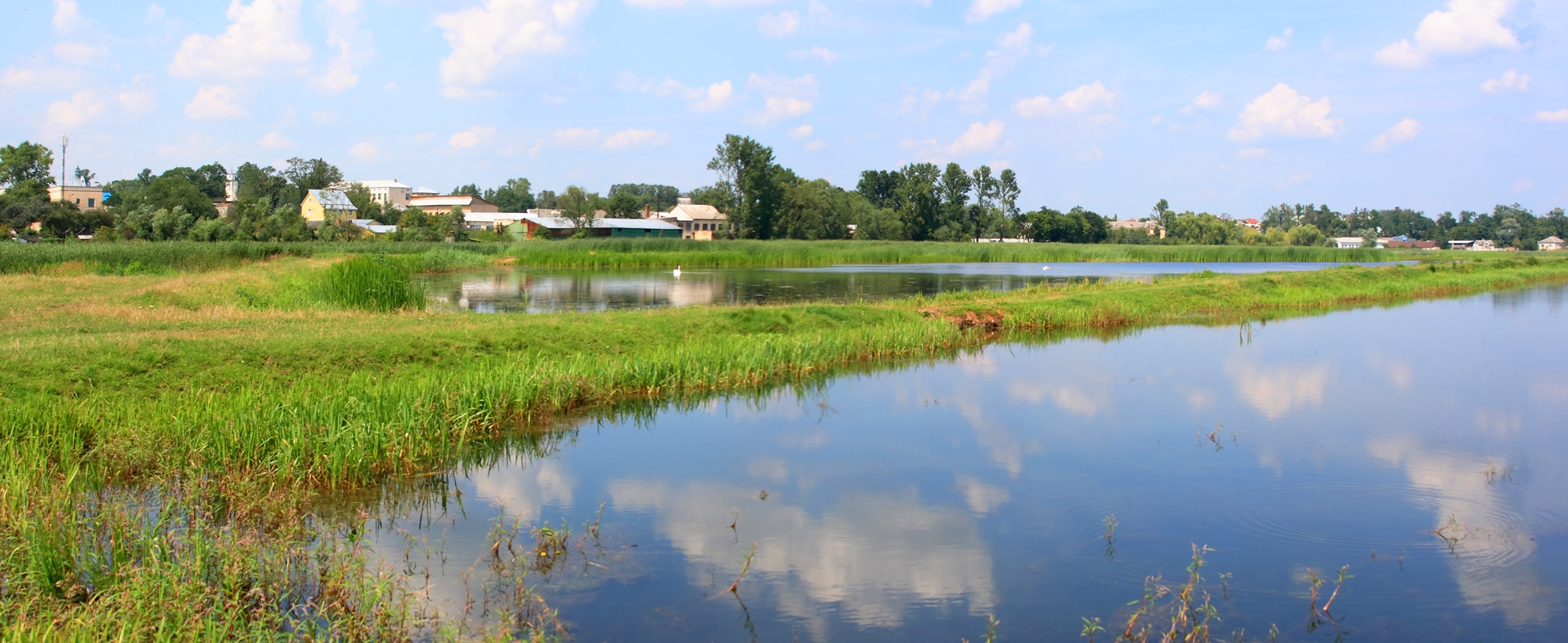
Пруды в Яворове

Город Яворов лежал на западном берегу большого пруда, на юго-западном берегу пруда — раскинулось Малое предместье. К западу от города тянулось вдоль реки Шкло Большое предместье. По данным 1771 года в городе было 10 католических и 28 еврейских каменных домов; улицы Фарная, Брухнальская, Краковская, Залужная, Ярославская, Львовская и Замковая насчитывали 150 деревянных домов; на подвалье с плотиной — 59 деревянных домов; на Большом предместье 332 деревянных дома, на Малом предместье — 97.
Из давнишних защитных сооружений остались местами части вала, которым был окружен весь город, на замке сохранилась также часть вала и рва.
В начале 19 столетия Яворов был уездным городом 2-й категории, Перемышльского округа. Он оставался городом с типичным к тому времени планом: четырёхугольник с равными узкими улочками и деревянными домами. Главное место занимал королевский замок. На центральной площади — ратуша и рынок.
В 1900 году Яворов имел 16 улиц: Ярославская, Кляшторная, Ростиславская, Хомиковая, Костюшки, Мицкевича, На ворота, Перемышльская, Собеского Яна, Ставовая, Шевченко, Торговая, Валовая высшая, Валовая низшая и Вилечки. Площадь Рынок лежала посреди города, вымощенная камнем.

## Сакральные сооружения
В 1454 году королевич Вацлав основал яворовский католический приход, а русинский православный приход был создан на столетие позже. Первым сакральным сооружением в Яворове был деревянный приходской костёл Наисвятейшей Госпожи Марии, основанный в 1454 году и существовавший до 1776 года. В этом костеле в 1678 году был крещён сын короля Яна Собеского Константин. Второй приходской костел был построен в 1639 году из камня.
В Яворове существовал ряд православных (позже — униатских) церквей:
- Церковь на Большом предместье Успения Богородицы, построенная 1568 году, утверждённая королём Стефаном Баторием 15 мая 1578 года. Церковь построена из дерева, в типичной на Руси манере.
- Церковь Святого Юрия, построенная в 1588 году на основании привилегии короля Зигмунда.
- Церковь Рождества Богородицы на Малом предместье. Первый документ, который свидетельствует о ней, датируется 12 апреля 1573 года, деревянная.
- Церковь Святого Юрия новая, построенная в 1904 году из камня.
- Монастырь василианок, основанный в 1621 году.

В 1658 году была основана синагога.

## Галерея
|                                                 |               |                             |                                     |              |
| Римско-католический костёл Святых Петра и Павла | Ул. Львовская | Церковь Святого Юрия (УГКЦ) | Церковь Рождества Богородицы (УГКЦ) | Народный дом |

## Экономика
В Яворове развиты деревообрабатывающая, пищевая, химическая и мебельная промышленность. Среди основных предприятий города: железнодорожная станция, «Снєжка-Україна» («Снежка-Украина», производство красок), завод «Яворівський завод „Металопластмас“» («Яворивский завод „Металлопластмасс“»), «Кен-Пак Яворів» («Кен-Пак Яворов», подразделение Сan-Pack Metal Closures Sp.z o.o. (Польша), производство кроненпробок для пивобезалкогольной продукции и полиэтиленовой плёнки), «УКР ПАК» (изготовление кроненпробок для пивобезалкогольной промышленности), хлебозавод, завод железобетонных конструкций, завод львовской «НВК Клімат Сервіс» («НВК Климат Сервис») по производству окон, фасадных систем из алюминия и вентилированных фасадов.
Яворов — давний центр художественных ремесёл, в частности знаменит яворивской игрушкой (резьба по дереву, декоративная роспись, вышивка, ткачество, производство сувениров). В городе действуют Яворивский районный центр детского и юношеского творчества и школа-мастерская художественной обработки дерева. Также функционируют многочисленные торговые предприятия, кафе, предприятия обслуживания граждан, отделения ведущих банков Украины («Ощадбанк», «Укрэксимбанк», «Аваль», «ПриватБанк», «Надра Банк»).
Также в Яворове работает метеостанция и дислоцируется 24 отд. механизированная «Железная» бригада им. короля Данила Галицкого (Оперативное командование «Запад», 13-й армейский корпус).

## Города-побратимы
- Ярослав (Польша)
- Венгожево (Польша)
- Любачев (Польша)
- Кольбуды (Польша)

## Персоналии
- Место рождения Стефана Яворского (1658—1722), проповедника и религиозного деятеля времен Петра І, Блюстителя Московского патриаршего престола (1700—1721) — в годы, предшествовавшие упразднению патриаршества.
- Место рождения украинского писателя Осипа Маковея.
- В Яворове работал украинский этнограф и языковед Иосиф Лозинский.
- В 1996 г. в Яворове проживал самый известный маньяк Украины Анатолий Оноприенко, на счету которого 52 убийства.